# Marcel Basire
Pour les articles homonymes, voir Basire.
Le vice-amiral Marcel Basire, né le 25 février 1869 à Dole (Jura) et mort le 4 septembre 1946 à Paris,, est un officier de la Marine française. Il a exercé les responsabilités de chef d'état-major du commandant en chef des frontières maritimes du Sud de la France en 1924 ; de commandant de la Division navale d'Extrême-Orient et des forces navales françaises en Chine en 1925 ; de commandant du secteur maritime de Toulon en 1927 ; et de Préfet maritime du 1er Arrondissement à Cherbourg,.

## Biographie
Marcel Basire s’engage dans la Marine en 1887, lorsqu’il est admis à l'École navale. Le 5 octobre 1890, il est nommé aspirant. Il embarque sur le cuirassé Formidable pour une campagne qui l’emmène jusqu’au Levant. En 1895-1896, sur l'aviso Dumont d'Urville, il participe aux opérations de Madagascar. Il sert ensuite à bord du cuirassé Hoche. Il reçoit son brevet de canonnier en 1898. Il embarque la même année sur le croiseur Linois, qui sert dans l’escadre de la Méditerranée.
Promu lieutenant de vaisseau (LV) le 29 janvier 1900, il devient le 9 septembre de la même année le chef du service des cartes et de l'observatoire de la marine du 1er arrondissement maritime à Cherbourg. En 1901, il est à nouveau embarqué sur la Triomphante, mais ce navire n’est qu’un ponton stationnaire à Saïgon. Il sert comme adjudant de division auprès du capitaine de vaisseau (CV) Charles Duroch, commandant la Division navale de Cochinchine. Il conserve les mêmes fonctions auprès du CV Duroch (devenu commandant de la Division navale d'Extrême-Orient en 1903 à bord du cuirassé Le Redoutable. En 1904, il est le second du capitaine de frégate Marie Mourre, commandant (depuis le 11 mars 1903) le croiseur Descartes, alors en réserve normale à Toulon.
Il retourne à l’École de canonnage en 1905-1906, sur la Couronne. Il sert à nouveau comme adjudant d’une Division navale (cette fois, celle de Corse) de 1908 à 1910. En 1909, il reçoit son premier commandement, celui d’un torpilleur de la station des torpilleurs d’Ajaccio. Après un passage à Paris comme officier d'ordonnance du ministre de la Marine en 1911, il retrouve un commandement à la mer en 1913, celui du torpilleur Hussard. Il est promu capitaine de frégate (CF) le 15 janvier 1914,.

### Première Guerre mondiale
Lors de la Première Guerre mondiale, le CF Basire est embarque sur le croiseur cuirassé Jules Michelet en mer Méditerranée, et commande en 1916 la 3e escadrille de patrouille de la 1ère armée navale,.
Il se distingue particulièrement lors de l’action du 23 avril 1917. Alors capitaine du patrouilleur auxiliaire Normandie (à l’origine, un chalutier de 534 tonnes lancé pour le compte des Pêcheries de Fécamp, réquisitionné le 16 novembre 1915 à Fécamp et armé à Brest) il rencontre et attaque un sous-marin ennemi. Son rapport au capitaine de vaisseau chef des patrouilles de Méditerranée, embarqué à bord de l'Eros, relate ainsi l’engagement. Prévenu vers 09h00 par un appel radio du Bouvet à Bizerte, alors qu’il suivait la route des transports vers l’Est, le Normandie se rend aux coordonnées indiquées. Il y trouve un cargo, et à 3 milles marins plus au nord un objet suspect au ras de l’eau, qui est bientôt reconnu comme un kiosque de sous-marin faisant route en surface. Le Normandie tente de se rapprocher le plus possible du sous-marin avant de l’attaquer, craignant de tirer de trop loin et que l’ennemi s’échappe en plongeant. Parvenu à 8000 mètres, le Normandie ouvre le feu avec son canon de 100 mm. Le premier coup tombe à 100 m à droite du sous-marin et soulève une gerbe d’eau de 15 m de haut. Le second coup ne soulève aucune gerbe. On ne voit pas sa chute dans l’eau, mais un nuage de fumée s’élève au-dessus du kiosque du sous-marin, qui semble touché. Celui-ci plonge aussitôt. Le Normandie lance deux grenades anti-sous-marines à l’emplacement où devrait se trouver le sous-marin s’il n’a pas changé de cap. Le CF Basire ne peut pas faire plus, et regrette de ne pas avoir reçu les six grenades supplémentaires qu’il avait demandées au port de Bizerte. Rejoint par le Jupiter II et deux torpilleurs de Bizerte, le Normandie doit abandonner la chasse au sous-marin.
Le vice-amiral commandant en chef la 1ère Armée navale note :

« Le commandant Basire a bien manœuvré pour se rapprocher du sous-marin rencontré le 23 avril. Le tir de son bâtiment a été extrêmement précis. Malheureusement, il n’y a pas de certitude que le sous-marin ait été coulé. Le commandant de la 3e escadrille montre beaucoup d’activité et d’entrain dans l’exercice de son commandement dans une région où les attaques de sous-marins sont particulièrement fréquentes. Le 12 avril, je l’ai cité à l’ordre du commandement et je demande de bien vouloir adresser un témoignage de satisfaction au capitaine de frégate Basire, commandant la 3e escadrille de patrouille. »

Cité à l'ordre de la division en 1917, le CF Basire reçoit au total trois témoignages de satisfaction. En juillet 1918, il est promu capitaine de vaisseau, (CV). Il retourne au Cabinet du ministre de la Marine, cette fois comme chef de Cabinet adjoint, puis il prend le commandement du croiseur cuirassé Ernest Renan. Il se distingue lors des opérations de Syrie, et reçoit une nouvelle citation.

## Entre-deux-guerres
Marcel Basire est nommé contre-amiral (CA) en mars 1924,,,. Exerçant les fonctions de commandant en chef des forces navales d'Extrême-Orient, son action sera très appréciée des diplomates en poste en Chine. En 1928 il devient vice-amiral,,, et préfet maritime du 1er arrondissement à Cherbourg. Il quitte le service actif en février 1931,.

## Distinctions
- Grand officier de la Légion d'honneur
- Officier de la Légion d'honneur
- Croix de guerre 1914–1918
- Médaille commémorative de Madagascar
- Médaille coloniale  avec agrafe « Chine »[4],[5]